# براندون لوندي
براندون لوندي (بالإنجليزية: Brandon Lundy)‏ هو لاعب كرة قدم أسترالي في مركز الهجوم، ولد في 5 يوليو 1996 في أستراليا. لعب مع Newcastle Jets FC Youth ‏.